# Карл Фердинанд Апун
Карл Фердинанд Апун (на немски: Carl Ferdinand Appun) е германски ботаник и зоолог, изследовател на Южна Америка.

## Биография
Роден е на 24 май 1820 година в Бунцлау, Кралство Прусия. Изучава естествени науки и по предложение на Александър Хумболт през 1849 е изпратен във Венецуела за изучаване на природните богатства на страната.
От 1849 до 1859 година пътешества в Южна Венецуела, като изследва главно растителния и животински свят в долината на река Ориноко и западната част на Гвианската планинска земя.
От 1860 до 1868 година е на английска служба и по настояване на британските колониални власти изследва флората на Гвиана и близките райони на Северна Бразилия. Освен това изследва и описва по-важните притоци на Амазонка Риу Бранку и Рио Негро и от Манауш се изкачва по Амазонка до границата с Перу.
През 1868 – 1871 година се занимава с обработката и систематизирането на събраните материали от 20-годишното си пребиваване в Южна Америка и през 1871 излиза големия му двутомен труд „Unter den Tropen: Wanderungen durch Venezuela, am Orinoco, durch Britisch Guyana und am Amazonenstrome in den Jahren 1849 – 1868“. Jena: Costenoble, 1871 (в превод „Под тропиците: Пътешествия по Венецуела, Ориноко, Британска Гвиана и Амазонка през 1849 – 1868“. Освен това публикува и множество статии и монографии за индианците населяващи тези райони и за ботаническите си изследвания.
През 1871 – 1872 година отново се завръща в Южна Америка и изследва река Мазаруни (ляв приток на Есекибо), където през юли 1872 година загива при нещастен случай.